# GE European Equipment Finance
GE European Equipment Finance (GE EEF) vermittelt Finanzierungen für Maschinen und Anlagen. GE EEF gehört zum Bereich GE Commercial Finance der amerikanischen General Electric Company, einem der umsatzstärksten Mischkonzerne der Welt.

## Geschäftsfelder
GE EEF begann 1986 in Großbritannien und ist nunmehr in 15 Ländern Europas tätig. Die über 1.500 Beschäftigten verwalten ein Finanzierungsvolumen von über 9,8 Milliarden US-Dollar.
In Deutschland wurden folgende Finanzierungsfirmen übernommen:
- 1991  Wang International Group
- 1996  Mietfinanz
- 1998  WTB Westdeutsche
- 1998  Kreditbank
- 1998  WTB Leasing
- 2001  Heller Global Vendor Finance
- 2002  Comdisco
- 2007  Diskont und Kredit AG, Disko Leasing GmbH

## GE Asset Seller
befasst sich mit der Vermittlung von Gebrauchtmaschinen und -anlagen, insbesondere von Gebäuden, Logisticanlagen, Technischen Anlagen, aber auch Fahrzeugen, Trucks, Schiffen etc.